# Leon Mikołajczyk
Leon Mikołajczyk (ur. 1929, zm. 3 marca 2016) – polski matematyk, prof. dr hab.

## Życiorys
W 1954 ukończył studia na Uniwersytecie Warszawskim. Obronił pracę doktorską, następnie uzyskał stopień doktora habilitowanego. W 1987  nadano mu tytuł profesora w zakresie nauk matematycznych. Został zatrudniony w Katedrze Analizy Matematycznej i Teorii Sterowania na Wydziale Matematyki Uniwersytetu Łódzkiego.
Był profesorem zwyczajnym na Wydziale Ekonomii w Starachowicach Wyższej Szkole Finansów i Informatyki im. prof. Janusza Chechlińskiego w Łodzi.
Zmarł 3 marca 2016.

## Odznaczenia i wyróżnienia
- Medal Komisji Edukacji Narodowej[1]
- Krzyż Kawalerski Orderu Odrodzenia Polski[1]
- Honorowa Odznaka Miasta Łodzi[1]
- Złoty Krzyż Zasługi[1]
- Doktor honoris causa[1]